# Zitierungsrecht
Als Zitierungsrecht, auch Zitierrecht genannt, wird das Recht eines Parlaments oder dessen Ausschüsse bezeichnet, das Erscheinen des Regierungschefs oder eines Ministers im Plenum oder vor den Ausschüssen verlangen zu können. Es zählt zu den überkommenen Kontrollrechten des Parlaments gegenüber der Regierung im parlamentarischen Regierungssystem.
In Deutschland regelt der Art. 43 Abs. 1 Grundgesetz, dass der Bundestag und seine Ausschüsse die Anwesenheit jedes Mitglieds der Bundesregierung verlangen können. Der Beschluss bedarf der Mehrheit des Bundestages.